# Pierre Riel de Beurnonville

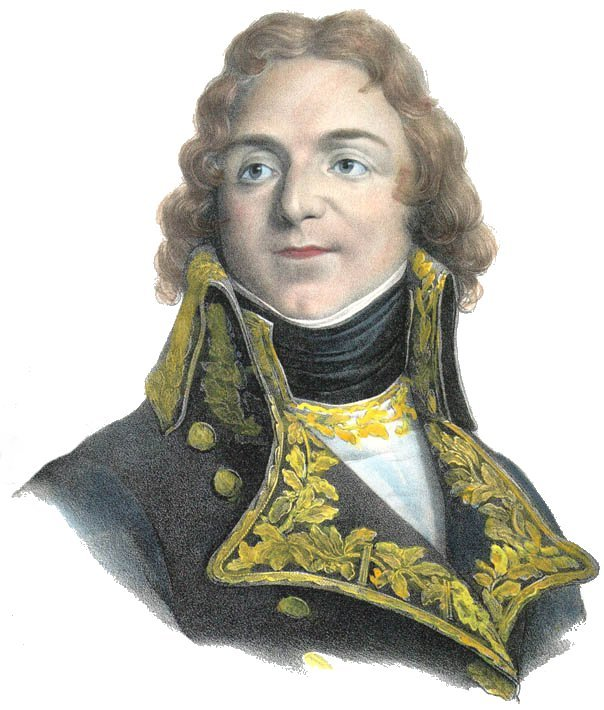
Pierre Riel, marquis de Beurnonville

Pierre Riel, Marquis de Beurnonville (* 10. Mai 1752 in Champignol-lez-Mondeville, Département Aube; † 23. April 1821 in Paris) war ein französischer General und Staatsmann, Pair und Marschall von Frankreich.

## Leben
Beurnonville wurde, obwohl zum Geistlichen bestimmt, aus Neigung Soldat und machte als Commandant die Feldzüge von 1779 bis 1781 in Ostindien mit.
Von seinem Posten abgesetzt, kam er 1789 nach Frankreich zurück und erhielt zur Entschädigung die Stelle eines Lieutenant in der Compagnie des Suisses de Monsieur des Grafen von Artois, schloss sich aber der revolutionären Bewegung an und wurde 1792 als Maréchal de camp und Adjutant Luckners mit der Organisation der „Armée du Nord“  beauftragt. Er kämpfte in der Kanonade bei Valmy und verteidigte Lille.
Am 8. Februar 1793 wurde er durch Vermittlung der Girondisten Kriegsminister und erwarb sich sogar die Anerkennung der Jakobiner, die ihn anfangs hassten. Als ihn Charles-François Dumouriez für seinen Plan eines Staatsstreichs gewinnen wollte, zeigte er dies dem Nationalkonvent an und wurde am 1. April 1793 mit den vier Konventskommissaren Armand-Gaston Camus, François Lamarque, Jean Henri Bancal des Issarts und Nicolas-Marie Quinette abgesandt, um Dumouriez zu verhaften, der ihn aber mit seinen Begleitern festnehmen ließ und an die Österreicher auslieferte. Nach 33-monatiger Haft in Olmütz wurden sie sämtlich (November 1795) gegen die Herzogin von Angoulême ausgewechselt.
Nach seiner Rückkehr nach Paris fungierte er zunächst als Adjutant des Kriegsministers Aubert du Bayet. Später erhielt Beurnonville das Kommando der Nordarmee, das er aber 1798 wegen zerrütteter Gesundheit niederlegte, worauf ihn das Direktorium zum Generalinspektor der Infanterie ernannte. 1800 war er außerordentlicher Gesandter in Berlin, 1802 in Madrid. 1804 zum Großoffizier der Ehrenlegion, 1805 zum Senator und 1809 zum Grafen des Reichs (comte d'Empire) erhoben, stimmte er 1814 für Napoleons I. Absetzung und als Mitglied der provisorischen Regierung gegen die Thronerhebung Napoleons II.
Ludwig XVIII. ernannte ihn daher zum Pair und Staatsminister. Von Napoleon I. geächtet, verweilte er während der Herrschaft der Hundert Tage mit Ludwig XVIII. in Gent, wurde 1816 zum Marschall von Frankreich ernannt und nahm 1817 wieder den Titel Marquis an.
Pierre de Riel starb kurz vor seinem 69. Geburtstag am 23. April 1821 an einem Gichtanfall in Paris und fand seine letzte Ruhestätte auf dem Friedhof Père-Lachaise (Division 39).

## Ehrungen
Sein Name ist am Triumphbogen in Paris in der 3. Spalte eingetragen.